# Most nad Sundem (serial telewizyjny)
Most nad Sundem (tytuły oryginalne: duń. Broen; szw. Bron) – duńsko-szwedzki telewizyjny serial kryminalny, emitowany od 21 września 2011 do 18 lutego 2018, wspólnie produkowany przez Danmarks Radio i Sveriges Television. W Polsce serial wyemitował kanał Ale Kino+.

## Fabuła
Serial opowiada o śledztwach prowadzonych wspólnie przez duńską i szwedzką policję po obydwu stronach cieśniny Sund (jej brzegi łączy przeprawa drogowo-kolejowa, której najdłuższy fragment stanowi tytułowy most). Główną bohaterką jest Saga Norén, autystyczna policjantka z Malmö. Dochodzenie w sprawie toczy się przez wszystkie odcinki danej serii, lecz pewne wątki z serii pierwszej mają swoją kontynuację w seriach kolejnych. Akcja serii pierwszej rozpoczyna się od znalezienia zwłok kobiety na granicznej linii mostu; fabuła serii drugiej toczy się 13 miesięcy później, od uderzenia kabotażowca w zabezpieczenie jednego z filarów mostu; w serii trzeciej detektywi szukają zabójcy, który aranżuje sceny zbrodni jak instalacje artystyczne; w czwartej serii seryjny morderca zabija ofiary zgodnie z różnymi metodami stosowanymi w karach śmierci. 

## Obsada
Główne postacie:
- Sofia Helin, jako Saga Norén – detektyw wydziału kryminalnego policji w Malmö (serie 1–4);
- Kim Bodnia, jako Martin Rohde – detektyw wydziału kryminalnego policji w Kopenhadze (serie 1–2);
- Thure Lindhardt jako Henrik Sabroe – detektyw wydziału kryminalnego policji w Kopenhadze (serie 3–4).

Drugoplanowe postacie:
- Dag Malmberg, jako Hans Petterson – szef wydziału kryminalnego policji w Malmö;
- Sarah Boberg, jako Lillian Larsen – szef wydziału kryminalnego policji w Kopenhadze;
- Puk Scharbau, jako Mette Rohde – żona Martina Rohde;
- Rafael Pettersson, jako John Lundqvist – główny informatyk wydziału kryminalnego policji w Malmö;
- Lars Simonsen, jako Jens Hansen/Sebastian Sandstrod – były policjant i przyjaciel Martina Rohde.

## Serie
W wersji oryginalnej każda seria liczy po dziesięć 60-minutowych odcinków. W Polsce serial emitowany był w seriach, w których każdy odcinek liczy 120 minut i zawiera dwa odcinki oryginalne.
| Serie | Odcinki | Emisja oryginalna | Emisja oryginalna | Emisja w Polsce | Emisja w Polsce |
| Serie | Odcinki | Premiera serii    | Koniec serii      | Premiera serii  | Koniec serii    |
| ----- | ------- | ----------------- | ----------------- | --------------- | --------------- |
| 1     | 10 (5)  | 21 września 2011  | 23 listopada 2011 | 2 maja 2012     | 30 maja 2012    |
| 2     | 10 (5)  | 22 września 2013  | 24 listopada 2013 | 5 lutego 2014   | 5 marca 2014    |
| 3     | 10 (5)  | 27 września 2015  | 29 listopada 2015 | 6 marca 2016    | 3 kwietnia 2016 |
| 4     | 8 (4)   | 1 stycznia 2018   | 18 lutego 2018    | 4 lutego 2018   | 25 lutego 2018  |

## Muzyka tytułowa
Tytułową muzykę stanowi utwór Hollow Talk z albumu This Is for the White in Your Eyes, nagrany w 2008 przez kopenhaski zespół Choir of Young Believers.

## Adaptacje
W 2013 powstały: amerykańska adaptacja serialu pt. The Bridge: Na granicy oraz francusko-brytyjska wersja pt. The Tunnel.